# Besættelse (film fra 1934)
 For alternative betydninger, se Besættelse. (Se også artikler, som begynder med Besættelse)
Besættelse (originaltitel Of Human Bondage) er en amerikansk dramafilm fra 1934, instrueret af John Cromwell. Den har Leslie Howard, Bette Davis og Frances Dee i hovedrollerne.
Manuskriptet blev skrevet af Lester Cohen, baseret på romanen Livets lænker (Of Human Bondage) af W. Somerset Maugham.
Bette Davis blev nomineret til en Oscar for bedste kvindelige hovedrolle, for sin rolle i filmen, i 1935.

## Produktion
I 1932 viste instruktøren Michael Curtiz Cromwell et print af hans seneste film The Cabin in the Cotton, fordi Cromwell var interesseret i at caste hovedrolleindehaveren Richard Barthelmess, til et projekt han var i gang med.
I stedet for Barthelmess blev Cromwells opmærksomhed rettet mod Bette Davis, hvis skildring af en femme fatale mindede om servitricen Mildred i W. Somerset Maugham roman Livets Lænker fra 1915.
Cromwell vidste at filmproduceren Pandro S. Berman havde købt rettighederne til bogen til Leslie Howard, og da han foreslog Davis ville være en perfekt medskuespiller, var Berman enig.
Maugham støttede også at hun blev castet til rollen.
Manuskriptforfatter Wilson Mizner tog en kopi af romanen med til Davis, der var i gang med at indspille hans film 20.000 År i Sing Sing.
Efter at have læst den og fundet ud af, at RKO havde filmrettighederne, bad hun Jack L. Warner om at låne hende til det rivaliserende studie.
"På det tidspunkt", mindedes Davis senere, "havde Warner Brothers andre planer for mig. De troede, at de desperat havde brug for mig til sådanne udødelige klassikere som Mannequin, The Big Shakedown og Jimmy the Gent.
Hun filmede dem modvilligt og var desuden med i Fog Over Frisco, men fortsatte med at chikanere Warner, der fortsatte med at gøre indsigelse, fordi han følte, at rollen som Mildred ville ødelægge hendes glamourøse image, af samme grund afviste Katharine Hepburn, Irene Dunne og Ann Harding rollen.
Warner gav sig endelig, men kun fordi Mervyn LeRoy ønskede at RKO-skuespilleren Irene Dunne skulle spille med i filmen Sweet Adeline og de to studier blev enige om at bytte skuespillere.
For at forberede sig på rollen hyrede Davis en engelsk husholderske. "Hun havde lige den rigtige mængde cockney i sin tale til Mildred.
Jeg fortalte hende aldrig, at hun lærte mig cockney - af frygt for, at hun ville overdrive sin egen accent".
Hendes bestræbelser kunne ikke imponere Leslie Howard, som sammen med andre britiske medarbejdere var ked af, at en amerikaner var blevet castet i rollen.
Davis designede sin egen make-up til scenerne der viste de sidste stadier af Mildreds sygdom, der var blevet ændret fra Syfilis til Tuberkulose for at tilfredsstille Censorene.
En reaktion, som RKO-ledere aldrig forventede at høre ved forhåndsvisningen, var latter. Efter at have set filmen flere gange følte de at det var musikken af Max Steiner der havde skylden, og komponisten skrev en ny, der indeholdt et motiv for hver af hovedpersonerne.
Filmen havde premiere i Radio City Music Hall i New York den 28. juni 1934. De generelt strålende anmeldelser gjorde Warner-lederne vrede, da de var flove over, at en af deres kontraktspillere blev rost for en film, der blev lavet i et andet studie, og de forsøgte at udelukke titlen fra enhver reklame om Davis.